# San Casciano in Val di Pesa
San Casciano in Val di Pesa é uma comuna italiana da região da Toscana, província de Florença, com cerca de 16.169 habitantes. Estende-se por uma área de 108 km², tendo uma densidade populacional de 150 hab/km². Faz fronteira com Greve in Chianti, Impruneta, Montespertoli, Scandicci, Tavarnelle Val di Pesa.

## Demografia
| Variação demográfica do município entre 1861 e 2011                               |
|                                                                                   |
| Fonte: Istituto Nazionale di Statistica (ISTAT) - Elaboração gráfica da Wikipedia |